# Accidente de autobús de Ciudad de Guatemala de 2025
El Accidente de autobús de Ciudad de Guatemala de 2025 hace referencia a un desastre ocurrido el 10 de febrero de 2025 cuando un autobús se precipitó desde una calzada que pasa por debajo del Puente Belice cerca de la Ciudad de Guatemala, Guatemala. Al menos 56 personas murieron y una docena resultaron heridas.

## Accidente
El autobús, que transportaba a más de 70 pasajeros, viajaba hacia la capital desde San Agustín Acasaguastlán, un pueblo en el departamento de El Progreso, en una ruta hacia la ciudad y cuando se hundió aproximadamente 35 metros (115 pies) del Puente Belice, un puente de carretera que cruza una carretera y un arroyo contaminado. 
Según el portavoz de bomberos, Edwin Villagrán, el accidente causó la muerte de 52 víctimas en el lugar, mientras que otras cuatro fallecieron a causa de sus heridas en el hospital. Un número indeterminado de pasajeros resultó gravemente herido.

## Reacciones

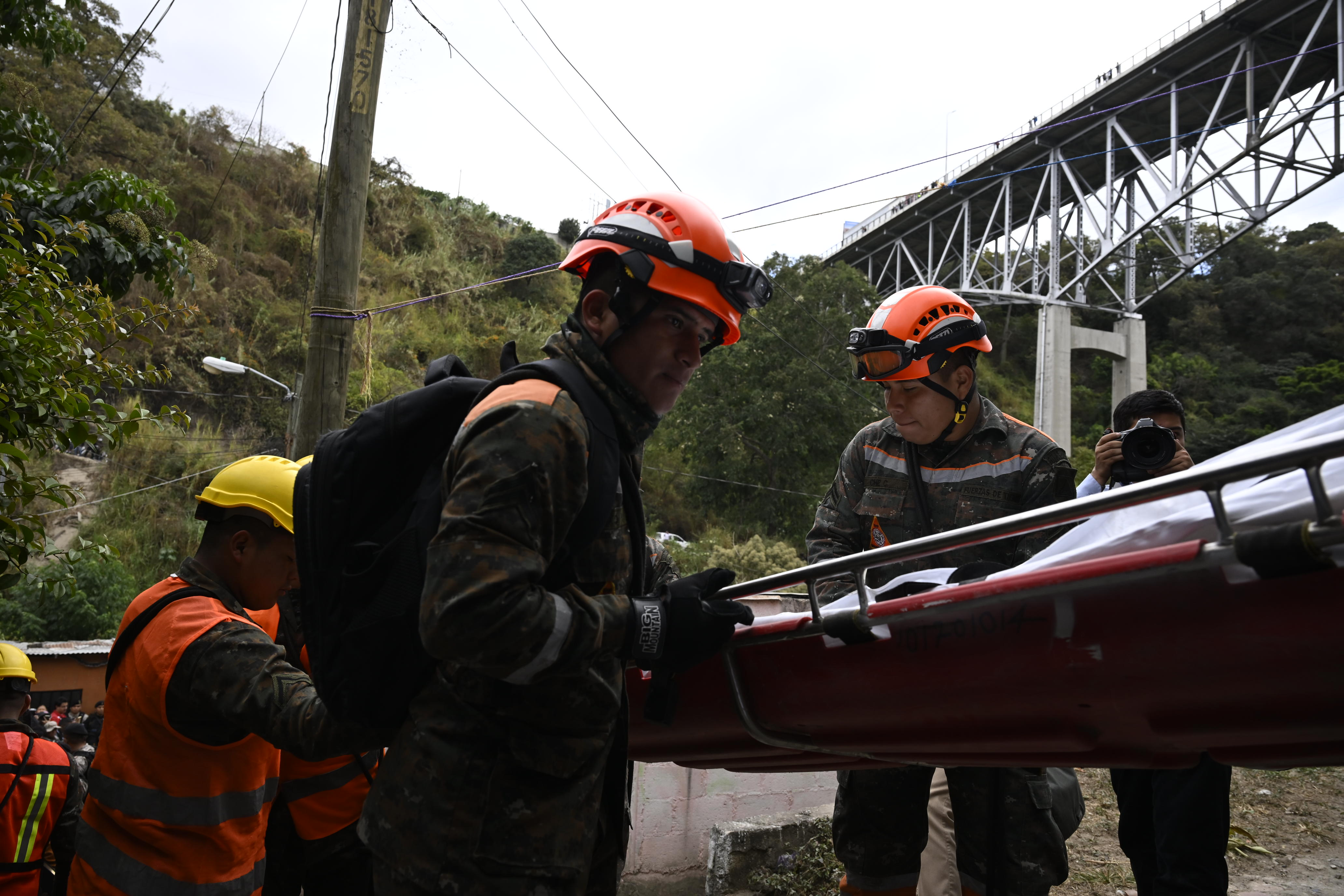
Fuerzas militares y policiales realizan apoyo en accidente de bus

- Fuerzas militares y policiales realizan apoyo en accidente de busEl presidente de Guatemala, Bernardo Arévalo, declaró tres días de duelo nacional y convocó al ejército y a los organismos de respuesta ante desastres. [6]
- El presidente del Congreso de Guatemala, Nery Ramos, lamentó el “trágico accidente” donde “más de cuatro decenas de guatemaltecos perdieron la vida en busca del sustento diario”. [6]
- El alcalde de la ciudad de Guatemala, Ricardo Quiñónez Lemus, dijo que se habían desplegado servicios de emergencia mientras la policía de tránsito trabajaba en establecer rutas alternas en la zona afectada. [6]
- Mynor Ruano, portavoz del servicio de bomberos de la ciudad, dijo que se estaban realizando esfuerzos "para salvar a otras personas que están atrapadas" entre los escombros. Los cuerpos de 36 hombres y 15 mujeres fueron enviados a una morgue provincial. [6]
- La Policía Nacional Civil manifestó que estaba apoyando las labores de búsqueda y rescate. [6]

## Investigación
El ministro de Comunicaciones, Infraestructura y Vivienda, Miguel Ángel Díaz Bobadilla, inició una investigación que reveló que el autobús había estado en funcionamiento durante 30 años, pero aún tenía licencia para operar. Dijo que la causa del accidente seguía siendo desconocida y que los investigadores estaban evaluando si el autobús llevaba sobrecupo de pasajeros.
El mismo día, el Ministerio Público de Guatemala solicitó una autopsia en el cuerpo de Billy Aníbal Foronda Azañón, el conductor del autobús, para detectar la posible presencia de drogas.